# 西村斉
西村 斉（西村 齋、にしむら・ひとし、1968年〈昭和43年〉11月22日 - ）は、日本の政治活動家。元在日特権を許さない市民の会（在特会）京都支部長。元維新政党・新風京都街宣部長。元日本第一党京都府本部代表者、同本部会計責任者。

## 経歴
京都美容学校に学ぶ。マンション管理業。
京都朝鮮学校公園占用抗議事件を起こし、執行猶予付きの有罪判決を受けた。
2012年5月10日にはロート製薬強要事件を起こして大阪府警捜査4課に逮捕された。この事件はロート製薬を訪れた際、この模様をビデオに収めて動画投稿サイトにアップロードしていた。そこでは、ロートとCM契約しているキム・テヒが竹島は韓国の領土であると主張していたので、このことからキム・テヒは女優ではなく政治活動家であるとロート製薬役員にキム・テヒとのCM契約を見直すように要請した。また、役員に対して「竹島は何処の領土か？」と質問し、意に反して「日本の領土」と回答させた事で強要罪で有罪、懲役1年の実刑判決を受けた。
日教組が街頭等で集めたカンパ金を朝鮮総連傘下の朝鮮学校に流すという目的外使用した事が発端で日教組に抗議した事で起きた徳島県教組業務妨害事件にも主犯として関与していたため、ロート製薬強要事件で執行猶予が取り消され、2012年12月18日、懲役3年6月の実刑判決が言い渡された。2016年5月25日に出所。
2017年4月23日、京都朝鮮第一初級学校跡付近の公園にて「日本人を拉致するような学校はたたき出さなければなりません」と拡声器を使用し発言を繰り返した、その行動の動画をインターネット上に投稿した。この活動に対して学校を運営する京都朝鮮学園は告訴、拡声器を使った発言がヘイトスピーチであり名誉毀損にあたるとして2018年2月20日、西村は京都地検に在宅起訴された。2019年11月29日、京都地裁は名誉毀損を認定、罰金50万円を命じた。
2022年5月20日、NHK党は西村を同年7月投開票の第26回参議院議員通常選挙比例代表に擁立することを決定し、同日発表した。7月10日の投開票の結果、落選。